# Taneisha Tennant
Taneisha Tennant (Nueva York, 15 de junio de 1989) es una artista marcial mixta estadounidense que compite en la división de peso gallo de Invicta Fighting Championships.

## Primeros años
Tennant estaba en la escuela de enfermería cuando le diagnosticaron linfoma de Hodgkin, tras lo cual pasó el año siguiente recibiendo quimioterapia y radioterapia. Justo después, el huracán Sandy azotó la zona de Nueva York, y la casa de Tennant se inundó hasta el nivel superior, perdiendo muchas de sus posesiones, fotos y vídeos. Fuera de las artes marciales mixtas, Tennant ha sido enfermera a tiempo completo encargada de la salud y la seguridad de una comunidad de jubilados local.

## Carrera de artes marciales mixtas

### Invicta FC
En su debut en MMA en Ring Of Combat 68, se enfrentó a Despina Karavas y llegó a noquearla en la primera ronda. Tennant hizo su debut en Invicta FC contra Serena DeJesus en Invicta FC 38: Murata vs. Ducote el 1 de noviembre de 2019. Murata ganó la pelea por decisión dividida, con dos jueces anotando el combate 48-47 y 49-46 a su favor. Ganó el combate por decisión unánime.
Tennant participó en el Torneo de Peso Gallo de Invicta para la próxima oportunidad de título en el Campeonato de Peso Gallo de Invicta FC en Invicta FC Phoenix Series 3 el 6 de marzo de 2020. Derrotó a Brittney Victoria por decisión unánime en los cuartos de final, seguida de Hope Chase por decisión unánime en las semifinales. En la final, Tennant derrotó a Taylor Guardado por decisión unánime.
Tennant subió al peso pluma y se enfrentó a Danyelle Wolf en el Contender Series 33 de Dana White el 15 de septiembre. Perdió el combate por decisión unánime.

### Campeona del peso gallo de Invicta FC
Tennant se enfrentó a Lisa Verzosa por el título vacante de peso gallo de Invicta FC en Invicta FC 44: A New Era el 27 de agosto de 2021. Tennant ganó el combate por decisión unánime, convirtiéndose en la nueva campeona de peso gallo de Invicta FC.
Tennant hizo su primera defensa del título de peso gallo de Invicta FC contra la que fuera aspirante al título de peso pluma de Bellator MMA Olga Rubin en Invicta FC 48: Tennant vs. Rubin el 20 de julio de 2022. Retuvo su título por decisión dividida, con puntuaciones de 47-48, 48-47 y 50-45.
Tennant hizo su segunda defensa del título de peso gallo de Invicta FC contra la veterana de cuatro peleas de UFC Talita Bernardo en Invicta FC 51 el 18 de enero de 2023. Perdió la pelea por decisión unánime, con los tres jueces puntuando el combate 48-46 para Bernardo.

## Récord en artes marciales mixtas
| Resultado | Récord | Oponente        | Método                | Evento                           | Fecha                    | Ronda | Tiempo | Localización  |
| --------- | ------ | --------------- | --------------------- | -------------------------------- | ------------------------ | ----- | ------ | ------------- |
| Derrota   | 5–2    | Talita Bernardo | Decisión (unánime)    | Invicta FC 51                    | 18 de enero de 2023      | 5     | 5:00   | Denver        |
| Victoria  | 5–1    | Olga Rubin      | Decisión (split)      | Invicta FC 48                    | 20 de julio de 2022      | 5     | 5:00   | Denver        |
| Victoria  | 4–1    | Lisa Spangler   | Decisión (unánime)    | Invicta FC 44                    | 27 de agosto de 2021     | 5     | 5:00   | Kansas City   |
| Derrota   | 3–1    | Danyelle Wolf   | Decisión (unánime)    | Dana White's Contender Series 33 | 15 de septiembre de 2020 | 3     | 5:00   | Las Vegas     |
| Victoria  | 3–0    | Taylor Guardado | Decisión (unánime)    | Invicta FC Phoenix Series 3      | 6 de marzo de 2020       | 3     | 5:00   | Kansas City   |
| Victoria  | 2–0    | Serena DeJesus  | Decisión (unánime)    | Invicta FC 38: Murata vs. Ducote | 1 de noviembre de 2019   | 3     | 5:00   | Kansas City   |
| Victoria  | 1–0    | Despina Karavas | KO (patada al cuerpo) | Ring of Combat 68                | 31 de mayo de 2019       | 1     | 2:02   | Atlantic City |